# Catephia corticea
Catephia corticea är en fjärilsart som beskrevs av Le Cerf. Catephia corticea ingår i släktet Catephia och familjen nattflyn. Inga underarter finns listade i Catalogue of Life.